# Braxentetra
Braxentetra (Abramites hypselonotus) är en fiskart som först beskrevs av Günther, 1868.  Braxentetra ingår i släktet Abramites och familjen Anostomidae. Inga underarter finns listade.